# Albert Haack
Albert Haack (* 20. September 1832 in Berlin; † 14. März 1906 ebenda) war ein deutscher Stadtrat. Er ist Ehrenbürger von Berlin und wurde wegen seiner Verdienste um die Wasserversorgung der Stadt Berlin bekannt.

## Leben
Albert Haack wurde als Sohn eines Holzkaufmanns geboren. Er besuchte das Friedrichswerdersche Gymnasium und studierte anschließend Jura an den Universitäten Heidelberg und Berlin. Nach Abschluss des Studiums war er als Referendar im Justizdienst tätig. 1859 starb sein Vater, so dass Haack gezwungen war, seine Vorbereitungen für die Große Staatsprüfung abzubrechen, um zusammen mit seinem Bruder, ab 1872 allein, das väterliche Holzhandelsgeschäft weiterzuführen.
Früh engagierte sich Haack in zunehmendem Maße ehrenamtlich. Ab 1862 war er Schiedsmann, wurde 1867 als Stadtverordneter gewählt, und 1869 avancierte er zum unbesoldeten Stadtrat und Mitglied der Gewerbedeputation.
Nach kurzer Zeit wechselte Haack in die Deputation für die Wasserversorgung und übernahm wenig später deren Vorsitz. Die Übernahme der von einem englischen Konsortium gegründeten Wasserbetriebe am Stralauer Tor durch die Stadt Berlin im Jahre 1873 war nicht zuletzt sein Verdienst. Danach setzte er sich für die neuen Wasserwerke in Tegel und am Müggelsee ein.
Unter Haack begann die Umstellung von gefiltertem Oberflächenwassers auf die Förderung von Grundwasser. Im Wasserwerk am Müggelsee wurde neben der Grundwassergewinnung noch die Seewasserentnahme beibehalten. Durch die Installation von Wasserzählern konnte die Kontrolle des Wasserverbrauchs wirksam verbessert werden.
Als er 1904 aus dem Amt als Stadtrat ausschied, wurde ihm die Ehrenbürgerwürde verliehen.
Neben seinen Tätigkeiten als Geschäftsmann und Stadtrat engagierte sich Albert Haack in der Leitung verschiedener wohltätiger Stiftungen wie z. B. dem Kuratorium der Hospitäler zum Heiligen Geist und St. Georg.
Haack war mit Marianne Michelet, einer Schwester von Paul Michelet, verheiratet. Sein Sohn Friedrich Haack (1868–1935) war Professor für Kunstgeschichte an der Universität Erlangen.
Haacks lange Zeit verborgene Familiengrabstätte auf dem unter Denkmalschutz stehenden Friedhof II der Sophiengemeinde Berlin konnte in neuerer Zeit wieder eindeutig lokalisiert werden. Es war bis zum Jahr 2005 als Ehrengrab der Stadt Berlin gewidmet.